# 京都師管区
京都師管区（きょうとしかんく）は、1945年4月1日に、日本陸軍が徴兵などの軍事行政と地域防衛のために全国を区分けして設けた師管区の一つである。京都府・滋賀県・福井県を範囲とした。大阪師管区などとともに中部軍管区の下にあった。区内は京都連隊区・大津連隊区・福井連隊区に分けられた。京都師管区司令部が管轄し、京都師管区部隊が置かれた。同年の敗戦後もしばらく続き、1946年3月31日に廃止になった。

## 概要
師管区は従来の師管を改称したもので、地域防衛の担当地域であると同時に、徴兵・補充の単位となる地域でもある。京都師管区の前身は京都師管で、区域の変更はない。京都師管は留守第53師団が管轄しており、その司令部を改称して京都師管区司令部とした。留守師団の補充隊はいったん復帰（解散）し、あらたに師管区部隊の補充隊を編成する形式をとった。

## 師管区部隊
師管区司令官
- 浜本喜三郎 予備役陸軍中将：1945年（昭和20年）4月1日 - 12月1日

師管区参謀長
- 金子守代 大佐：1945年4月1日 -